# Sommesnil
Sommesnil is een gemeente in het Franse departement Seine-Maritime (regio Normandië) en telt 89 inwoners (2009). De plaats maakt deel uit van het arrondissement Le Havre.

## Geografie
De oppervlakte van Sommesnil bedraagt 3,0 km², de bevolkingsdichtheid is dus 29,7 inwoners per km².
De onderstaande kaart toont de ligging van Sommesnil met de belangrijkste infrastructuur en aangrenzende gemeenten.

## Demografie
Onderstaande figuur toont het verloop van het inwonertal (bron: INSEE-tellingen).